# Beoga
Beoga est une ville et un distrik d'Indonésie situé dans le centre de la Nouvelle-Guinée occidentale, dans la province de Papouasie et le kabupaten de Puncak Jaya. Il se trouve à une soixantaine de kilomètres au nord du Puncak Jaya et de la mine de Grasberg, à environ 1 620 mètres d'altitude. Sa population est estimée à 800 habitants.